# Otwór ślepy (pień mózgu)
Otwór ślepy (łac. foramen caecum) – w anatomii człowieka zagłębienie w linii pośrodkowej ciała na granicy powierzchni brzusznej mostu i rdzenia przedłużonego.
Szczelina pośrodkowa przednia powyżej skrzyżowania piramid stopniowo staje się coraz głębsza, a przy górnym końcu rozszerza się tworząc otwór ślepy – trójkątny w kształcie, leżący tuż poniżej dolnego brzegu mostu.